# 亚莎·菲利普
亚莎·菲利普（英語：Asha Philip，1990年10月25日—）是一名英格兰短跑运动员和前青年体操运动员。她是第一名在任何一个年龄组中获得100米赛跑世界冠军的英国女子选手，她在16岁时赢得了2007年世界青少年田径锦标赛。她曾在2016年里约奥运上获得女子4×100米接力的铜牌。